# Baron Batch
Baron Batch (Odessa, 21 dicembre 1987) è un giocatore di football americano statunitense che gioca nel ruolo di running back per i Pittsburgh Steelers della National Football League (NFL). Fu scelto nel corso del settimo giro (232º assoluto) del Draft NFL 2011 dagli Steelers. Al college ha giocato a football con i Texas Tech Red Raiders.

## Carriera professionistica

### Pittsburgh Steelers
Batch fu scelto dai Pittsburgh Steelers nel corso del settimo giro del Draft 2011. L'11 agosto 2011 si ruppe il legamento crociato anteriore e perse tutta la sua stagione da rookie. Debuttò come professionista nella settimana 1 della stagione 2012 contro i Denver Broncos correndo una volta e perdendo una yard. Nella settimana 6 contro i Tennessee Titans disputò la sua miglior gara dell'anno correndo 22 yard e segnando il suo primo touchdown in carriera. La sua stagione si concluse con 12 presenze, 49 yard corse e un touchdown.

## Vittorie e premi
Nessuno

## Statistiche
| Partite totali      | 12 |
| Partite da titolare | 0  |
| Yard corse          | 49 |
| Touchdown           | 1  |

Statistiche aggiornate alla stagione 2012